# Bristol Mercury
«Брістоль Мерк'юрі» (англ. Bristol Mercury) — 29,4-літровий, поршневий, 9-ти циліндровий, радіальний авіаційний двигун з повітряним охолодженням виробництва британської компанії Bristol Aeroplane Company. «Мерк'юрі» був розроблений компанією в 1925 році, коли їхній «Брістоль Юпітер» вже вичерпав усі свої спроможності.
Завдяки широкому впровадженню нагнітачів в авіаційну промисловість з метою покращення показників висоти польоту, конструктор Рой Федден вважав за доцільне використовувати новітні переваги в технологіях. Замість проектування абсолютно нового блоку двигуна, ним були повторно використані існуючі частини «Юпітера» із зменшенням ходу поршня на один дюйм (25 мм). З меншим робочим об'ємом він, завдяки використанню нагнітача, мав підвищені обороти і розвивав потужність більшу, ніж у його попередника. Аналогічний підхід був застосований і при створенні двигуна Bristol Pegasus. Двигун здобув широкого застосування як на цивільних, так і на військових літаках 1920-х — 1940-х років. Загалом випущено майже 21 000 двигунів «Брістоль Мерк'юрі».

## Застосування

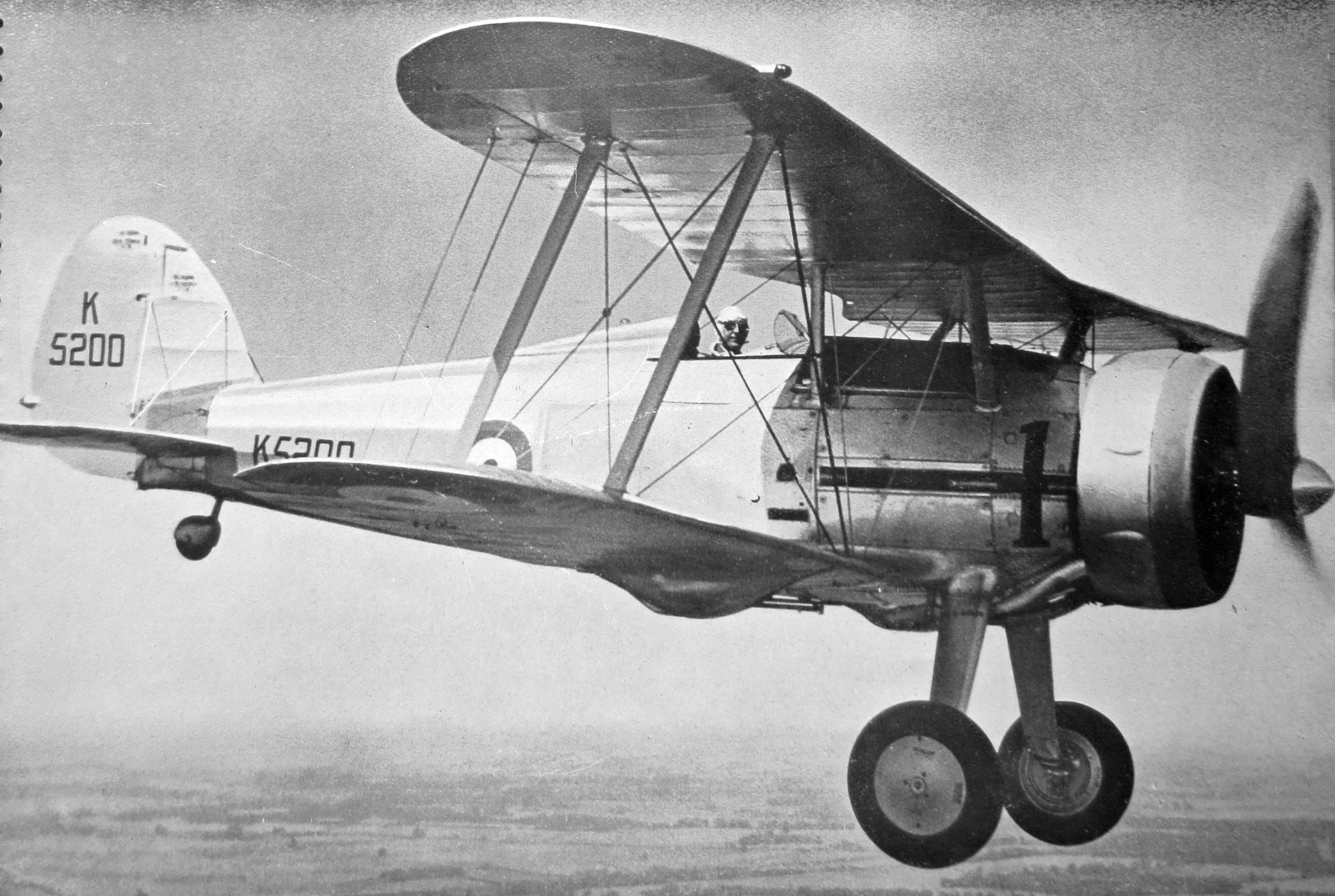
Gloster Gladiator з двигуном Mercury IX

Велика Британія
- Airspeed Cambridge
- Blackburn Skua
- Boulton Paul P.108
- Bristol Blenheim
- Bristol Bolingbroke
- Bristol Bulldog
- Bristol Bullpup
- Bristol Type 101
- Bristol Type 118
- Bristol Type 133
- Bristol Type 142
- Bristol Type 146
- Bristol Type 148
- Fairey Flycatcher
- General Aircraft Hamilcar X
- Gloster Gamecock
- Gloster Gladiator
- Gloster Gauntlet
- Gloster Gnatsnapper
- Gloster Goring
- Hawker Audax
- Hawker F.20/27
- Hawker Fury
- Hawker Hart
- Hawker Hind
- Hawker Hoopoe
- Hawker F.20/27
- Miles Martinet
- Miles Master
- Short Crusader
- Supermarine Sea Otter
- Vickers Jockey
- Westland Interceptor
- Westland Lysander

 Італія
- Breda Ba.27
- IMAM Ro.30

 Нідерланди
- Fokker D XXI
- Fokker G.1
- Koolhoven F.K.52

 Польща
- PZL P.11

 Чехословаччина
- Letov S-31

 Швеція
- Saab 17

 Фінляндія
- Valmet Vihuri